# Andrej Kovalenko (rugbista)
Andrej Fëdorovič Kovalenko (in russo Андрей Фёдорович Коваленко?; Kiev, 12 giugno 1971), traslitterato anche Andrei Kovalenco, è un ex rugbista a 15 spagnolo di origine sovietica, internazionale per l'URSS e l'Ucraina a livello giovanile e per la Spagna a livello seniores, formazione della quale è il secondo miglior marcatore di punti a quota 182.

## Biografia
Nato a Kiev, nell'allora Ucraina sovietica, Kovalenko si avvicinò al rugby a 14 anni, quando entrò nelle giovanili della squadra cittadina del RC Aviator, con la quale esordì in prima squadra all'età di 16 anni.
A 18 anni fu chiamato per il servizio militare e destinato a Mosca, città in cui fu ingaggiato dal VVA-Podmoskov'e con cui disputò il campionato sovietico; contemporaneamente rappresentò l'URSS a livello Under-18 e Under-19; con lo scioglimento dell'URSS tornò nell'Ucraina indipendente e rappresentò anche detta nazione a livello giovanile prima di trasferirsi in Spagna al Canoe di Madrid.
Dopo più di tre anni di permanenza in Spagna, secondo le norme dell'International Rugby Board divenne idoneo a militare nella Nazionale iberica, con la quale debuttò nel 1998 nel corso delle qualificazioni alla Coppa del Mondo 1999 contro il Portogallo e realizzando 23 punti; diede un grosso contributo alla qualificazione della Spagna alla competizione mondiale, l'unica edizione cui il Paese abbia al 2014 preso parte.
Dopo 10 anni a Madrid, con cui vinse un titolo nazionale nel 1999-2000, si trasferì a Barcellona, giocando sia nella sezione rugbistica del più famoso club di calcio catalano che nel Barcelona Universitari Club; fu in Nazionale spagnola fino al 2006, con 32 presenze e 182 punti marcati.

## Palmarès
- Campionati spagnoli: 1
CRC Madrid: 1999-2000
- Coppe del Re : 3
CRC Madrid: 2000-01, 2001-02, 2002-03